# Tulimic de Guadalupe
Tulimic de Guadalupe är en ort i Mexiko.   Den ligger i kommunen Colotlán och delstaten Jalisco, i den centrala delen av landet, 500 km nordväst om huvudstaden Mexico City. Tulimic de Guadalupe ligger 1 633 meter över havet och antalet invånare är 101.
Terrängen runt Tulimic de Guadalupe är platt åt sydost, men åt nordväst är den kuperad. Tulimic de Guadalupe ligger nere i en dal. Runt Tulimic de Guadalupe är det ganska glesbefolkat, med 32 invånare per kvadratkilometer. Närmaste större samhälle är Colotlán, 12,9 km norr om Tulimic de Guadalupe. I omgivningarna runt Tulimic de Guadalupe växer huvudsakligen savannskog.